# Passage Maigrot-Delaunay
Le passage Maigrot-Delaunay est une voie du 20e arrondissement de Paris, en France.

## Situation et accès
Le passage Maigrot-Delaunay est situé dans le 20e arrondissement de Paris. Il débute au 22, rue des Grands-Champs et se termine au 15, rue de la Plaine.

## Origine du nom
Cette voie fait référence au nom du propriétaire des terrains sur lesquels elle a été ouverte.

## Historique
Cette voie est créée sous sa dénomination actuelle en 1807 et raccordée au réseau d'assainissement collectif par un arrêté municipal du 23 janvier 1986.